# ブラックエンブレム
ブラックエンブレム (Black Emblem) は日本の競走馬である。主な勝ち鞍は2008年の秋華賞、フラワーカップ。

## 馬名の由来
馬名は母馬・ヴァンドノワール（黒ワインの意）のノワール（黒）からのブラック+父の馬名の一部からとった「エンブレム」。また、2006年にレース中に死亡した半姉・ロイヤールハントの死を悼み「黒紋章」の意味である。

## 経歴

### 2歳（2007年）
2007年、札幌競馬場でデビュー戦を迎えることになり7月頃に札幌競馬場の厩舎に入厩した。そして札幌競馬開幕週の8月12日の新馬戦でデビューしたがレースはサブジェクトに敗れ、5番人気の8着だった。レース後は放牧に出され、10月頃に美浦トレーニングセンターへ入厩した。11月4日に放牧明け初戦の未勝利戦を迎え4番人気でレースを制し、デビュー2戦目で初勝利を挙げた。次走は阪神ジュベナイルフィリーズへの出走登録を行ったが当時1勝馬のため抽選対象となり、16頭中6頭が出走可能となる抽選に漏れ除外された。そのため同じ週に行われる自己条件の葉牡丹賞（500万下）へ出走することになり、6番人気で3着に入った。レース後は山元トレーニングセンターへ放牧に出された。

### 3歳（2008年）

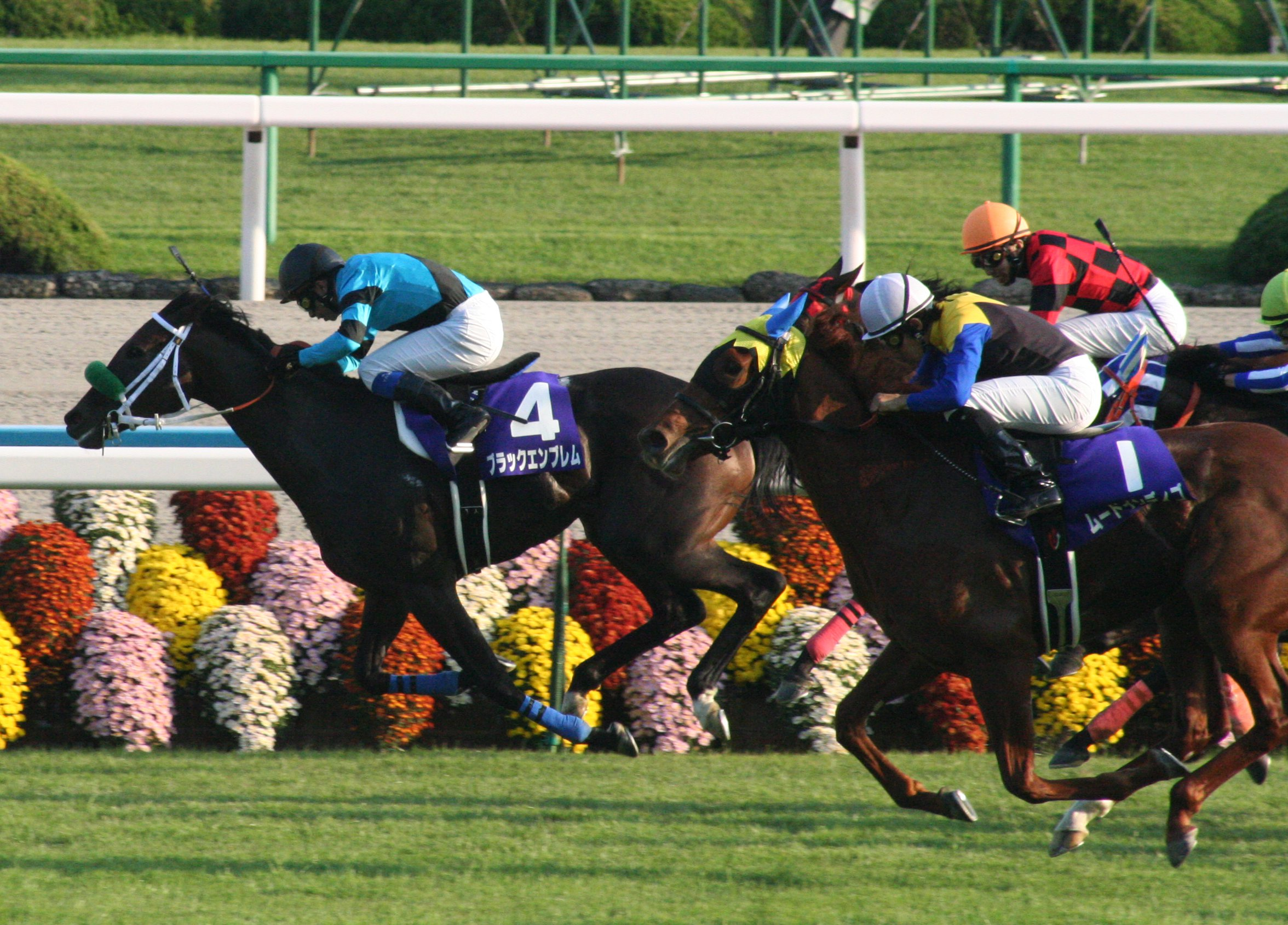
第13回秋華賞 （2008年10月19日）

2月14日に美浦トレーニングセンターに帰厩し、3月1日のきんせんか賞（500万下）で実戦復帰を果たした。レースでは1番人気の支持に応えて4馬身差で快勝し、オープン馬となった。続く重賞初挑戦となったフラワーカップでも1番人気に支持され好スタートを決めそのまま逃げ切り、重賞初勝利を挙げた。この勝利は厩舎及び馬主にとっても重賞初勝利となった。次走は桜花賞に出走登録を行いレースが行われる前週の4月4日に栗東トレーニングセンターへ入厩して調整され本番に向かったが、見せ場なく10着に敗れた。続く優駿牝馬では4着だった。
秋初戦のローズステークスでは道悪が響き15着と大敗し、つづく10月19日の第13回秋華賞では単勝11番人気にとどまったが、人気になったレジネッタ、トールポピー、エフティマイアが馬群に沈む中、最内からスルスルと抜け出し、大外後方から突っ込んできたムードインディゴを振り切りJpnI初制覇を飾った。なおこのレースは、2着のムードインディゴが単勝8番人気、3着が同16番人気のプロヴィナージュで3連単は1098万2020円というGI史上最高（当時）配当となっている。

### 4歳（2009年）
4歳となった2009年はアラブ首長国連邦・ドバイへ遠征することとなった。1月21日に関西国際空港からドバイに向け出発、2月5日のケープヴェルディステークス（G3・ナドアルシバ競馬場）出走に向けて調整されていたが、1月28日に鼻出血を発症したことが分かった。このため、初戦に予定していたケープヴェルディステークス出走を断念することになった。微量の鼻出血が見られたことで、規定により20日間、レースに出走できなくなった。その後、2月20日のバランシーンステークス (G3) に目標を切り替えたが、本番のレース中に鼻出血を発症し大差の最下位に終わった。帰国後は慢性化した鼻出血を投薬で抑制しながらクイーンステークスでの復帰を目標に調整を進めていたが、8月12日のダートコースでの追い切り後に鼻出血を再発。これにより、現役続行を断念し8月14日付で競走馬登録が抹消され、生まれ故郷のノーザンファームにて繁殖牝馬となる。

## 競走成績
| 年月日 | 年月日 | 年月日 | 競馬場       | 競走名        | 格      | 頭 数 | 枠 番 | 馬 番 | オッズ   | （人気） | 着順 | 騎手       | 斤量 [kg] | 距離（馬場）  | タイム （上り3F） | タイム 差 | 勝ち馬/（2着馬）       |
| 2007.  | 8.     | 12     | 札幌         | 2歳新馬       |         | 12    | 7     | 10    | 08.9     | 0（5人） | 08着 | 藤岡佑介   | 54        | 芝1800m（良） | 1:51.7 (35.5)     | -1.2      | サブジェクト           |
|        | 11.    | 4      | 東京         | 2歳未勝利     |         | 15    | 3     | 5     | 07.9     | 0（4人） | 01着 | 佐藤哲三   | 54        | 芝1600m（良） | 1:36.5 (34.5)     | -0.0      | （エールドクラージュ） |
|        | 12.    | 1      | 中山         | 葉牡丹賞      | 500万下 | 10    | 4     | 4     | 17.2     | 0（6人） | 03着 | 柴山雄一   | 54        | 芝2000m（良） | 2:03.5 (34.6)     | -0.3      | ミステリアスライト     |
| 2008.  | 3.     | 1      | 中山         | きんせんか賞  | 500万下 | 16    | 1     | 1     | 02.2     | 0（1人） | 01着 | 松岡正海   | 54        | 芝1600m（良） | 1:35.1 (36.5)     | -0.7      | （ミサトバレー）       |
|        | 3.     | 22     | 中山         | フラワーC     | JpnIII  | 16    | 1     | 1     | 02.0     | 0（1人） | 01着 | 松岡正海   | 54        | 芝1800m（良） | 1:49.5 (36.1)     | -0.0      | （レッドアゲート）     |
|        | 4.     | 13     | 阪神         | 桜花賞        | JpnI    | 18    | 8     | 16    | 10.8     | 0（4人） | 10着 | 松岡正海   | 55        | 芝1600m（良） | 1:35.1 (35.0)     | -0.7      | レジネッタ             |
|        | 5.     | 25     | 東京         | 優駿牝馬      | JpnI    | 18    | 4     | 7     | 12.9     | 0（6人） | 04着 | 松岡正海   | 55        | 芝2400m（稍） | 2:29.1 (35.8)     | -0.3      | トールポピー           |
|        | 9.     | 21     | 阪神         | ローズS       | JpnII   | 18    | 4     | 7     | 07.2     | 0（4人） | 15着 | 岩田康誠   | 54        | 芝1800m（重） | 1:49.4 (37.9)     | -2.1      | マイネレーツェル       |
|        | 10.    | 19     | 京都         | 秋華賞        | JpnI    | 18    | 2     | 4     | 29.9     | （11人） | 01着 | 岩田康誠   | 55        | 芝2000m（良） | 1:58.4 (34.6)     | -0.1      | （ムードインディゴ）   |
| 2009.  | 2.     | 20     | ナドアルシバ | バランシーンS | G3      | 9     | 3     | 3     | 発売なし | 発売なし | 09着 | M.キネーン | 57        | 芝1777m（良） | 2:32.09           | 41.0      | My Central             |

## 繁殖成績
2番仔のブライトエンブレムが2014年の札幌2歳ステークスで優勝し、産駒の重賞初制覇。6番仔のウィクトーリアが2019年のフローラステークスを優勝している。
|        | 馬名               | 生年   | 毛色   | 性 | 父                 | 馬主                   | 厩舎           | 戦績                  |
| ------ | ------------------ | ------ | ------ | -- | ------------------ | ---------------------- | -------------- | --------------------- |
| 初仔   | テスタメント       | 2011年 | 鹿毛   | 牡 | ディープインパクト | 田原邦男               | 美浦・小島茂之 | 26戦3勝（引退）       |
| 2番仔  | ブライトエンブレム | 2012年 | 鹿毛   | 牡 | ネオユニヴァース   | （有）シルクレーシング | 美浦・小島茂之 | 14戦2勝（引退）       |
| 3番仔  | アストラエンブレム | 2013年 | 鹿毛   | 騸 | ダイワメジャー     | （有）シルクレーシング | 美浦・小島茂之 | 44戦8勝（引退）       |
| 4番仔  | オーロラエンブレム | 2014年 | 鹿毛   | 牝 | ディープインパクト | （有）シルクレーシング | 美浦・小島茂之 | 8戦0勝（引退・繁殖）  |
| 5番仔  | マルーンエンブレム | 2015年 | 栗毛   | 牝 | オルフェーヴル     | （有）シルクレーシング | 美浦・小島茂之 | 15戦2勝（引退・繁殖） |
| 6番仔  | ウィクトーリア     | 2016年 | 鹿毛   | 牝 | ヴィクトワールピサ | （有）シルクレーシング | 美浦・小島茂之 | 7戦3勝（引退・繁殖）  |
| 7番仔  | アトリビュート     | 2017年 | 鹿毛   | 牝 | ディープインパクト | （有）シルクレーシング | 栗東・高野友和 | 21戦2勝（引退・繁殖） |
|        | （流産）           | 2018年 |        |    | ブラックタイド     |                        |                |                       |
| 8番仔  | ブラックノワール   | 2019年 | 鹿毛   | 牡 | キタサンブラック   | （有）シルクレーシング | 栗東・藤原英昭 | 10戦1勝（引退)        |
|        | （不受胎）         | 2020年 |        |    | リアルスティール   |                        |                |                       |
| 9番仔  | クイーンズクラウン | 2021年 | 鹿毛   | 牝 | キズナ             | （有）シルクレーシング | 栗東・宮田敬介 | 3戦0勝（引退)         |
| 10番仔 | ダブルイーグル     | 2022年 | 黒鹿毛 | 牡 | ロードカナロア     | （有）シルクレーシング | 美浦・国枝栄   | 2戦0勝（現役）        |
| 11番仔 | ホウオウザロイヤル | 2023年 | 栗毛   | 牡 | ドレフォン         |                        |                | デビュー前            |

- 2025年4月20日現在

## 血統表
| ブラックエンブレムの血統                    | ブラックエンブレムの血統                                             | ブラックエンブレムの血統                                             | （血統表の出典）                                                     | （血統表の出典） |
| 父系                                        | ミスタープロスペクター系                                             | ミスタープロスペクター系                                             | ミスタープロスペクター系                                             | [ § 2 ]          |
| 父 *ウォーエンブレム War Emblem 1999 青鹿毛 | 父の父Our Emblem 1991 黒鹿毛                                         | Mr.Prospector                                                        | Raise a Native                                                       | Raise a Native   |
| 父 *ウォーエンブレム War Emblem 1999 青鹿毛 | 父の父Our Emblem 1991 黒鹿毛                                         | Mr.Prospector                                                        | Gold Digger                                                          |                  |
| 父 *ウォーエンブレム War Emblem 1999 青鹿毛 | 父の父Our Emblem 1991 黒鹿毛                                         | Personal Ensign                                                      | Private Account                                                      | Private Account  |
| 父 *ウォーエンブレム War Emblem 1999 青鹿毛 | 父の父Our Emblem 1991 黒鹿毛                                         | Personal Ensign                                                      | Grecian Banner                                                       |                  |
| 父 *ウォーエンブレム War Emblem 1999 青鹿毛 | 父の母Sweetest Lady 1990 鹿毛                                        | Lord at War                                                          | General                                                              | General          |
| 父 *ウォーエンブレム War Emblem 1999 青鹿毛 | 父の母Sweetest Lady 1990 鹿毛                                        | Lord at War                                                          | Luna de Miel                                                         |                  |
| 父 *ウォーエンブレム War Emblem 1999 青鹿毛 | 父の母Sweetest Lady 1990 鹿毛                                        | Sweetest Roman                                                       | The Pruner                                                           | The Pruner       |
| 父 *ウォーエンブレム War Emblem 1999 青鹿毛 | 父の母Sweetest Lady 1990 鹿毛                                        | Sweetest Roman                                                       | I Also                                                               |                  |
| 母 ヴァンドノワール 1996 青毛               | 母の父*ヘクタープロテクター Hector Protector 1988 栗毛               | Woodman                                                              | Mr.Prospector                                                        | Mr.Prospector    |
| 母 ヴァンドノワール 1996 青毛               | 母の父*ヘクタープロテクター Hector Protector 1988 栗毛               | Woodman                                                              | *プレイメイト                                                        |                  |
| 母 ヴァンドノワール 1996 青毛               | 母の父*ヘクタープロテクター Hector Protector 1988 栗毛               | Korveya                                                              | Riverman                                                             | Riverman         |
| 母 ヴァンドノワール 1996 青毛               | 母の父*ヘクタープロテクター Hector Protector 1988 栗毛               | Korveya                                                              | Konafa                                                               |                  |
| 母 ヴァンドノワール 1996 青毛               | 母の母*プリンセスデリーデ Princesse d'Elide 1981 鹿毛                | Vaguely Noble                                                        | *ヴィエナ                                                            | *ヴィエナ        |
| 母 ヴァンドノワール 1996 青毛               | 母の母*プリンセスデリーデ Princesse d'Elide 1981 鹿毛                | Vaguely Noble                                                        | Noble Lassie                                                         |                  |
| 母 ヴァンドノワール 1996 青毛               | 母の母*プリンセスデリーデ Princesse d'Elide 1981 鹿毛                | Flashy                                                               | Sir Ivor                                                             | Sir Ivor         |
| 母 ヴァンドノワール 1996 青毛               | 母の母*プリンセスデリーデ Princesse d'Elide 1981 鹿毛                | Flashy                                                               | Sovereign                                                            |                  |
| 母系(F-No.)                                 | プリンセスデリーデ系(FN:3-c)                                         | プリンセスデリーデ系(FN:3-c)                                         | プリンセスデリーデ系(FN:3-c)                                         | [ § 3 ]          |
| 5代内の近親交配                             | Mr. Prospector 3×4、Numbered Account＝プレイメイト 5×4、Damascus 5×5 | Mr. Prospector 3×4、Numbered Account＝プレイメイト 5×4、Damascus 5×5 | Mr. Prospector 3×4、Numbered Account＝プレイメイト 5×4、Damascus 5×5 | [ § 4 ]          |
| 出典                                        | 1. 2. 3. 4.                                                          | 1. 2. 3. 4.                                                          | 1. 2. 3. 4.                                                          | 1. 2. 3. 4.      |

### 近親
祖母のプリンセスデリーデが牝系を広げており、いとこに京都大賞典・京都記念の勝ち馬ナリタセンチュリーやエンプレス杯勝ち馬のニシノナースコールらがいる。